# Giovanni Tomasicchio
Giovanni Tomasicchio (ur. 1 stycznia 1982) – włoski lekkoatleta, sprinter.
W biegu na 100 metrów odpadł w ćwierćfinale podczas uniwersjady w Belgradzie (2009). Uczestnik sztafety 4 x 100 metrów, która wygrała rywalizację podczas superligi drużynowych mistrzostw Europy w czerwcu 2009. Medalista mistrzostw Włoch na różnych dystansach zarówno w hali jak i na stadionie.

## Rekordy życiowe
- bieg na 100 m – 10,25 (30 maja 2010, Rieti)
- bieg na 60 m (hala) – 6,71 (19 lutego 2005, Ankona)